# AVRO RJ-85
De AVRO RJ-85 is een middelgroot passagiersvliegtuig dat vooral wordt gebruikt voor kortere afstanden. Het viermotorige turbofan hoogdekker vliegtuig kan maximaal 112 passagiers herbergen, maar biedt bij de meeste maatschappijen die het toestel nog in gebruik hebben plaats aan 82 passagiers. Het eerste model werd geproduceerd in april 1993. Het vliegtuig werd gebouwd in het Verenigd Koninkrijk door British Aerospace en was een doorontwikkeling van de BAe 146. De productie is in 2001 beëindigd.

## Klanten
Luchtvaartmaatschappijen die dit model nog gebruiken zijn:
- Aerovias DAP: 2 stuks
- Pelita Air Service: 1 stuk
- Airlink: 12 stuks
- Conair Aviation: 1 stuk
- EcoJet: 4 stuks
- Aero-Flite: 4 stuks
- National Jet Express: 1 stuk
- Taban Airlines: 1 stuk
- First Air: 1 stuk
- JOTA Aviation: 1 stuk
- Ellinair, 2 stuks
- Summit Air, 1 stuk
- CityJet: 18 stuks; 2 verhuurd aan KLM Cityhopper
- Bahrain Defence Force: 2 stuks
- Dubai Air Wing/Royal Flight: 2 stuks
- Cobham Aviation: 1 stuk
- Qeshm Airlines: 1 stuk
- Air Annobón: 1 stuk

In het verleden hebben verschillende airlines dit vliegtuig in gebruik gehad, waaronder:
- Malmo Aviation: 3 stuks
- Atlantic Airways: 2 stuks
- Blue 1: 9 stuks
- Brussels Airlines: 14 stuks